# Praça da Alegria
Praça da Alegria est une émission de télévision portugaise diffusée en direct depuis  1995 pendant la matinée sur RTP1 (au Portugal) et en simultané sur RTPi (dans le reste du monde). Elle a été successivement présentée par plusieurs animateurs :
Commencé avec Manuel Luis Goucha et Anabela Mota Ruisseau, Sónia Araújo y est entrée  une année plus tard, avec le départ d'Anabela,. 
Manuel Luis Goucha s'est maintenu dans l'équipe de la Praça pendant plus de sept ans, jusqu'à son départ pour présenter Olá Portugal sur la chaîne concurrente TVI.
Dépassant  Você na TV! pendant la semaine - qui tomba de second à sixième - l'émission était rythmée par des intervenants multiples : Jorge Gabriel, Sónia Araújo ou encore Hélder Rei. Cet espace de divertissement proposait des espaces musicaux, beaucoup d'animations, des débats et des interviews, qui furent aussi, en même temps des échanges soutenus entre les protagonistes. Des invités nationaux ou internationaux révèlèrent là des anecdotes de leur vie personnelle. 